# Neolamprologus gracilis
Neolamprologus gracilis là một loài cá thuộc họ Cichlidae. Nó là loài đặc hữu của hồ Tanganyika nơi nó được tìm thấy ở Burundi, Cộng hòa Dân chủ Congo, và Zambia.